# Aleksandr Dmitrievič Šeremetev
Conte Aleksandr Dmitrievič Šeremetev, in russo Александр Дмитриевич Шереметев? (San Pietroburgo, 27 febbraio 1859 – Sainte-Geneviève-des-Bois, 18 maggio 1931), è stato un musicista russo.

## Famiglia
Era il figlio di Dmitrij Nikolaevič Šeremetev (1803-1871), e della sua seconda moglie, Aleksandra Grigor'evna Mel'nikova (1825-1874).

## Carriera
Nel 1881 era cornetta nel reggimento di cavalleria. Nel 1884 si ritirò. Fu comandante delle forze di Guardia (1889-1894). Nel 1899 fu capo delle scuderie.
Fu il primo presidente dei vigili del fuoco (1892-1894).

## Musica
Studiò musica con Teodor Leszetycki e Ivan Aleksandrovič Mel'nikov. Nel 1882 fondò un'orchestra privata, che dal 1898 iniziò a esibirsi nei concerti sinfonici. Nel 1908 ha donato 20.000 rubli per l'istituzione di borse di studio per il conservatorio di San Pietroburgo.
Tra il 1910 e il 1916 ha diretto la St. Petersburg Musical Historical Society, i cui concerti erano un'aggiunta significativa alla vita musicale della società della capitale russa; in particolare, introdusse le opere di autori come Jean Sibelius e Richard Strauss. Il 21 dicembre 1913 (3 gennaio 1914), su un'iniziativa della società, era presente alla première di "Parsifal" di Richard Wagner.
Nel 1901 venne nominato Capo della Cappella di Corte, carica che mantenne fino al 1917.

## Matrimonio

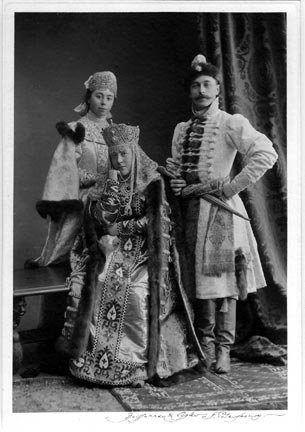
Aleksandr Dmitrievič Šeremetev con sua moglie e figlia nel ballo in costume nel 1903.

Nel 1883 sposò la contessa Marija Fëdorovna Gejden (1863-1939), figlia del conte Fëdor Logginovič Gejden e di Elizaveta Nikolaevna Zubova. Ebbero quattro figli:
- Elizaveta Aleksandrovna (1884-1962), sposò in prime nozze il conte Sergej Platonovič Zubov, in seconde nozze Vladimir Ivanovič Derfelden e in terze nozze Achille Andronico;
- Dmitrij Aleksandrovič (1885-1963), sposò la contessa Domna Alekseevna Bobrinskaja, figlia di Aleksej Aleksandrovič Bobrinskij;
- Aleksandra Aleksandrovna (1886-1944), sposò in prime nozze Sergej Vladimirovič Šeremetev e in seconde nozze Alexander Fermor;
- Georgej Aleksandrovič (1887-1971), sposò Ekaterina Dmitrievna Golicyna, figlia di Dmitrij Borisovič Golicyn.

## Morte
Dopo il 1918 visse per dieci anni in Finlandia e in seguito si trasferì a Parigi. Morì a Sainte-Geneviève-des-Bois e fu sepolto nel locale cimitero russo ortodosso di Nostra Signora dell'Assunzione.